# Magnat (film)
Magnat – polski film historyczny z 1987 w reżyserii Filipa Bajona.
Obraz luźno oparty na dziejach rodziny książąt pszczyńskich Hochberg von Pless (w filmie nazwisko zmieniono na von Teuss) od roku 1900 do czasów hitlerowskich (1938). O ile postać głowy rodziny Jana Henryka XV w dość znacznym stopniu odpowiada postaci historycznej, to sylwetki jego obu żon Daisy i Clothilde de Silva y González de Candamo, w filmie nazwanej Marisca, już w mniejszym. Natomiast jego synowie niewiele mają wspólnego z realnymi postaciami. Obaj filmowi młodsi synowie Conrad i Bolko mają cechy wspólne z najmłodszym realnym synem księcia Jana Henryka XV, Conradem zwanym Bolkiem, środkowy realny Alexander nie ma filmowego odpowiednika, jedynie najstarszy Jan Henryk w znacznym stopniu odpowada filmowemu Franzelowi.
Plenery: Pszczyna, Zamek Książ, Bielsko-Biała, Katowice.

## Nagrody
- 1987 – FPFF Gdynia Nagroda Specjalna Jury[1]
- 1987 – Bogusław Linda, FPFF Gdynia Najlepsza główna rola męska[1]
- 1987 – Maria Gładkowska, Nagroda im. Zbyszka Cybulskiego[2]
- 1987 – Filip Bajon, Nagroda Przewodniczącego Komitetu Kinematografii[1]
- 1987 – Piotr Sobociński, Nagroda Przewodniczącego Komitetu Kinematografii[1]
- 2011 – Grażyna Szapołowska, Nagroda Złota Kaczka[1]

## Obsada

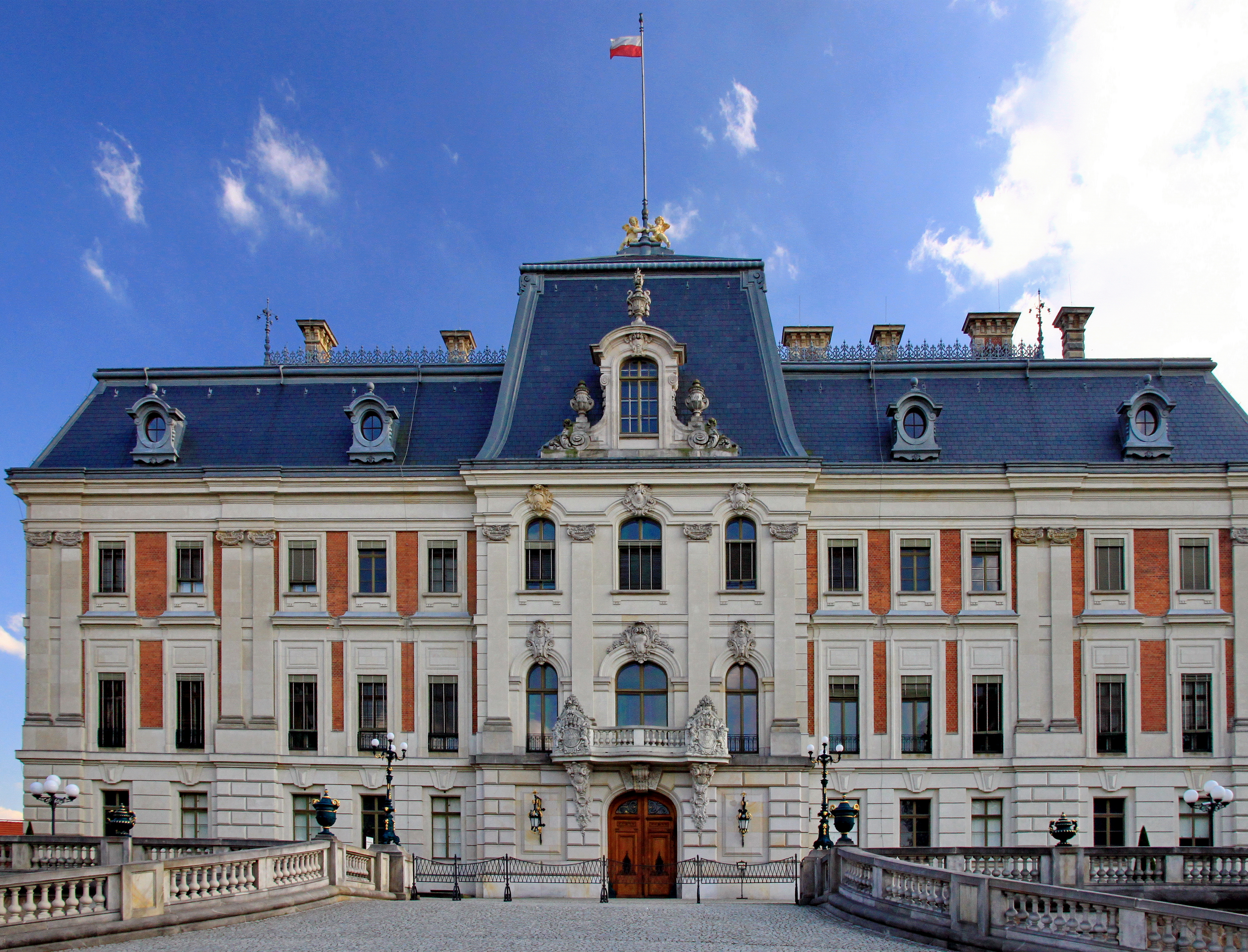
Zamek w Pszczynie od strony północnej

| Rola                    | Aktor                 |
| ----------------------- | --------------------- |
| Zbierski                | Jerzy Bińczycki       |
| Książę Hans Heinrich XV | Jan Nowicki           |
| Marisca                 | Grażyna Szapołowska   |
| Sztygar Grela           | Jerzy Trela           |
| Franzel                 | Olgierd Łukaszewicz   |
| Kazimierz               | Zygmunt Bielawski     |
| Bolko                   | Bogusław Linda        |
| Daisy                   | Maria Gładkowska      |
| Conrad                  | Jan Englert           |
| Wilhelm II              | Alfred Struwe         |
| Gosche                  | Henryk Bista          |
| Lekarz                  | Ryszard Mróz          |
| Mathilda                | Barbara Rachwalska    |
| Opiekunka Jolanty       | Czesława Pszczolińska |
| Missy                   | Mirosława Marcheluk   |
| Nelke                   | Włodzimierz Musiał    |
| Alojzy                  | Aleksander Fogiel     |
| młody Conrad            | Rafał Wieczyński      |
| Heindberg               | Rolf Hoppe            |

Role epizodyczne:
Jan Bógdoł, Stanisław Jaroszyński

## Ekipa
- Reżyseria: Filip Bajon
- Scenariusz: Filip Bajon
- Muzyka: Jerzy Satanowski
- Zdjęcia: Piotr Sobociński
- Montaż: Wanda Zeman
- Scenografia: Andrzej Kowalczyk
- Kostiumy: Elżbieta Radke, Irena Biegańska

## Literatura
- Jan Lewandowski: 100 filmów polskich. Chorzów: Videograf II, 2004. ISBN 83-7183-326-1. Brak numerów stron w książce